# Rocca Imperiale
Rocca Imperiale – miejscowość i gmina we Włoszech, w regionie Kalabria, w prowincji Cosenza.
Według danych na rok 2004 gminę zamieszkiwało 3351 osób, 63,2 os./km².

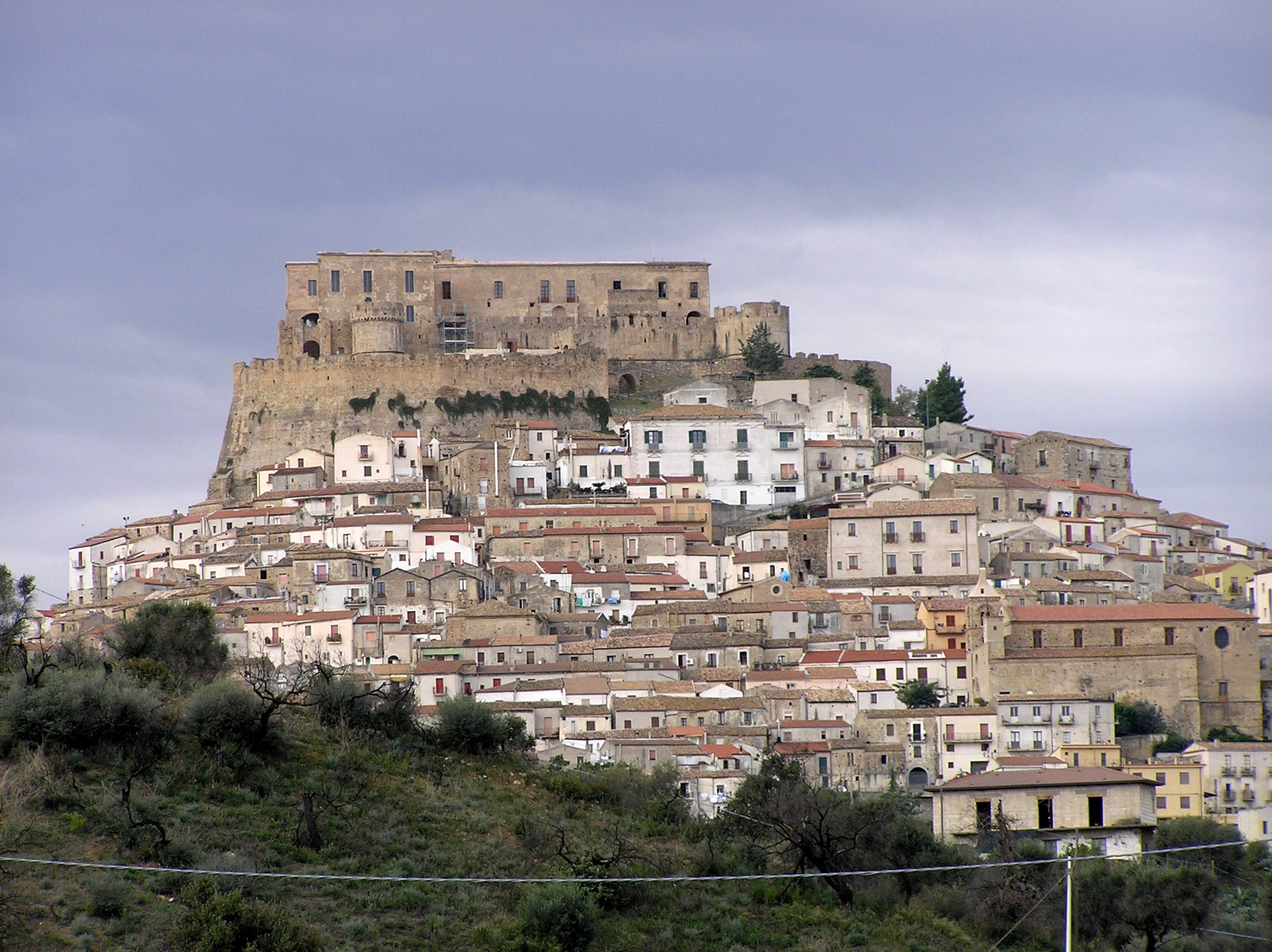
Widok na zamek